# Jonathan Larson
Pour les articles homonymes, voir Larson.
Jonathan Larson, né le 4 février 1960 à Mount Vernon et mort le 25 janvier 1996 à New York, est un compositeur, scénariste, réalisateur et acteur américain. Il a reçu trois Tony Awards à titre posthume et un prix Pulitzer de l'œuvre théâtrale à titre posthume pour la comédie musicale Rent.

## Biographie

### Premières années
Fils d'Allan et Nanette (1927–2018) Larson, Jonathan Larson naît à White Plains, New York, le 4 février 1960. Il a été exposé aux arts du spectacle, en particulier à la musique et au théâtre, dès son plus jeune âge. Il jouait de la trompette, du tuba, chantait dans la chorale de son école et prenait des cours de piano. Ses premières influences musicales étaient ses musiciens rock préférés tels qu'Elton John, The Beatles, The Doors, The Who et Billy Joel, ainsi que les compositeurs classiques du théâtre musical, en particulier Stephen Sondheim.
Larson a obtenu son diplôme de l'école secondaire White Plains en 1978. Là, il était actif dans des productions dramatiques et musicales. Il a fréquenté l'université Adelphi à Garden City, New York, avec une bourse de quatre ans en tant qu'acteur, en plus de se produire dans de nombreuses pièces de théâtre et de théâtre musical. Au cours de ses années d'université, il a commencé la composition musicale, en composant d'abord de la musique pour de petites productions étudiantes, appelées cabarets, puis la partition d'une comédie musicale intitulée Libro de Buen Amor, écrite par le chef du département, Jacques Burdick. Burdick a été le mentor de Larson pendant ses études universitaires. Après avoir obtenu un baccalauréat en beaux-arts. Diplômé, Larson a participé à un programme d'été de théâtre d'actions au Barn Theatre à Augusta, Michigan en tant que pianiste, ce qui lui a valu de gagner son adhésion à l'Actors' Equity Association.
Larson a déménagé dans un loft sans chauffage au cinquième étage d'un immeuble au coin de Greenwich Street et Spring Street dans le Lower Manhattan où il a vécu avec divers colocataires, parmi lesquels Greg Beals, journaliste pour le magazine Newsweek et le frère de l'actrice Jennifer Beals et James Clunie, maintenant directeur de la création à l'agence de publicité BBDO. Pendant neuf ans et demi, Larson a travaillé comme serveur au Moondance Diner pendant les week-ends, et a travaillé à la composition et à l'écriture de comédies musicales pendant les jours de la semaine. Au diner, Larson a rencontré plus tard Jesse L. Martin, qui était son stagiaire en attente et interprèterait plus tard le rôle de Tom Collins dans la distribution originale de Rent. Larson et ses colocataires vivaient dans des conditions difficiles avec peu d'argent ou de biens.

### Carrière
Avant de composer et d'écrire la comédie musicale Rent, son œuvre la plus populaire, Larson a écrit une variété de premières pièces théâtrales, avec divers degrés de succès et de production.
Parmi ses premières œuvres créatives se trouve Sacrimmoralinority, sa première comédie musicale qui a été co-écrite avec David Glenn Armstrong, et initialement mise en scène à son université Adelphi à l'hiver 1981. Après l'obtention du diplôme de Larson et Armstrong en 1982, et rebaptisée Saved! - An Immoral Musical on the Moral Majority, le cabaret musical sur le thème brechtien a été joué quatre semaines au Rusty's Storefront Blitz, un petit théâtre de la 42e rue à Manhattan, et a remporté aux deux auteurs un prix d'écriture de l'ASCAP.
Entre 1983 et 1990, Larson a écrit Superbia, initialement conçu comme un récit rock futuriste du livre de George Orwell 1984, bien que les ayants droit d'Orwell lui ait refusé la permission d'adapter le roman lui-même. Superbia a remporté le prix de la production Richard Rodgers et la bourse de développement Richard Rodgers. Cependant, malgré les performances à Playwrights Horizons et une version de concert de rock produite par l'ami proche et le producteur de Larson Victoria Leacock au Village Gate en septembre 1989, Superbia n'a jamais été entièrement produit.
Son prochain travail, achevé en 1991, était un « monologue rock » autobiographique intitulé 30/90, qui a ensuite été rebaptisé Boho Days et finalement intitulé Tick, tick ... BOOM!. Cette pièce, écrite uniquement pour Larson avec un piano et un groupe de rock, se voulait une réponse à ses sentiments de rejet causés par la déception de Superbia. Le spectacle a été joué en dehors de Broadway au Village Gate à Greenwich Village, ainsi qu'au Second Stage Theatre, puis dans l'Upper West Side. Ces deux productions ont été produites par Victoria Leacock. Le producteur Jeffrey Seller a vu une lecture de Boho Days et a exprimé son intérêt pour la production des comédies musicales de Larson. Après la mort de Larson, l'œuvre a été retravaillé en comédie musicale par le dramaturge David Auburn et l'arrangeur et directeur musical Stephen Oremus. La version scénique a été créée à Broadway en 2001 et a depuis été également produite dans le West End.
Alors qu'il était à l'université, Larson est entré en contact avec sa plus forte influence de théâtre musical, Stephen Sondheim, à qui il a parfois soumis son travail pour examen. Dans Tick, tick ... BOOM!, la chanson intitulée Sunday est un hommage à Sondheim, qui a soutenu Larson, en restant proche de la mélodie et des paroles de la propre chanson de Sondheim du même titre, mais en la transformant d'un manifeste sur l'art en une complainte de serveur. Sondheim écrivait souvent des lettres de recommandation pour Larson à divers producteurs. Larson a ensuite remporté le prix Stephen Sondheim.
En plus de ses trois pièces théâtrales plus importantes écrites avant Rent, Larson a également écrit de la musique pour JP Morgan Saves the Nation ; de nombreux numéros individuels; musique pour Sesame Street ; musique pour les cassettes de livres pour enfants An American Tail et The Land Before Time ; musique pour l' éditeur du magazine Rolling Stone Jann Wenner ; une comédie musicale appelée Mowgli ; et quatre chansons pour la vidéo pour enfants Away We Go! , qu'il a également conçu avec le collaborateur et compositeur Bob Golden. Il a joué dans la comédie musicale Billy Bishop Goes to War de John Gray, qui mettait en vedette son ami proche l'acteur Roger Bart. Pour ses premières œuvres, Larson a remporté une bourse et un prix de l'American Society of Composers, Authors and Publishers et le prix de recommandation de la Gilman and Gonzalez-Falla Theatre Foundation.

### Rent
Le dramaturge Billy Aronson a eu l'idée d'écrire une nouvelle version musicale de La Bohème en 1988. Il voulait créer « une comédie musicale inspirée de Giacomo Puccini de La Bohème, où la splendeur luxuriante du monde de Puccini serait remplacé par les grossièretés et le bruit du New York moderne ».
En 1989, Aronson appelle Ira Weitzman avec son idée, lui demandant des idées de collaborateurs, et Weitzman met Larson en relation avec Aronson pour ce nouveau projet. Larson a proposé le titre et a suggéré de déplacer le cadre de l'Upper West Side au centre-ville, où Larson et ses colocataires vivaient dans un appartement délabré. Larson voulait écrire sur sa propre expérience et, en 1991, il a demandé à Billy s'il pouvait utiliser le concept original sur lequel ils avaient collaboré et s'approprier Rent. Ils ont conclu un accord précisant que si le spectacle allait à Broadway, Aronson partagerait le bénéfice. Finalement, ils ont décidé de mettre en scène la comédie musicale non pas à SoHo, où Larson a vécu, mais plutôt à Alphabet City dans l'East Village.
Rent a commencé en 1993 au New York Theatre Workshop, suivi d'une production en studio qui a été joué trois semaines, un an plus tard. Cependant, la version qui est maintenant connue dans le monde entier, résultat d'un processus de collaboration et de montage de trois ans entre Larson et les producteurs et réalisateur, n'a pas été jouée publiquement avant la mort de Larson.
Pour son travail sur Rent, Larson a reçu à titre posthume le prix Pulitzer de l'œuvre théâtrale, et les Tony Awards de la meilleure comédie musicale, le meilleur livret d'une comédie musicale et la meilleure partition originale ; le Drama Desk Award pour le livret d'une comédie musicale, pour la musique et pour les paroles ; le New York Drama Critics Circle Award pour la meilleure comédie musicale ; un Outer Critics Circle Award de la meilleure comédie musicale dans la catégorie Off-Broadway ; et trois Obie Awards pour un livret, les paroles et la musique.

### Décès
Larson est décédé subitement le 25 janvier 1996,, au matin de la première représentation en avant-première de Rent Off-Broadway. Il a subi une dissection aortique, que l'on croit avoir été causée par le syndrome de Marfan non diagnostiqué. Il souffrait de graves douleurs thoraciques, d'étourdissements et d'essoufflements depuis plusieurs jours. Les médecins du centre médical de Cabrini et de l'hôpital Saint-Vincent n'ont pas pu trouver de signes d'anévrisme aortique, même après avoir fait une radiographie pulmonaire et un électrocardiogramme, ils l'ont donc diagnostiqué à tort comme une grippe ou un stress. Les enquêteurs médicaux de l'État de New York ont conclu que si la dissection aortique avait été correctement diagnostiquée et traitée par réparation chirurgicale, Larson aurait survécu.
Après sa mort, la famille et les amis de Larson ont fondé la Jonathan Larson Performing Arts Foundation pour offrir des subventions monétaires aux artistes, en particulier aux compositeurs et écrivains de théâtre musical, pour soutenir leur travail créatif. Les subventions Jonathan Larson sont désormais administrées par l'American Theatre Wing, grâce à une dotation financée par la fondation et la famille Larson.
Le travail de Larson a été remis à la bibliothèque du Congrès à Washington, en décembre 2003. La Collection Jonathan Larson est un nouvel ajout à ses principales collections dans le domaine du théâtre musical. La collection documente la production étonnamment prolifique de Larson, y compris de nombreuses comédies musicales, revues, cabarets, chansons pop, danse et projets vidéo – à la fois produites et non produites.

## Théâtre
- 1981 : Sacrimmoralinority
- 1982 :  Saved! - An Immoral Musical on the Moral Majority
- 1989 : Superbia
- 1991 : Tick, tick ... BOOM!
- 1996 : Rent

## Filmographie

### Comme compositeur
- 1996 : Away We Go (vidéo)
- 2005 : Rent
- 2006 : No Day But Today: The Story of 'Rent' (vidéo)

### Comme scénariste
- 1996 : Away We Go! (vidéo)
- 2021 : Tick, Tick... Boom!

### Comme réalisateur
- 1996 : Away We Go! (vidéo)

### Comme acteur
- 1996 : Away We Go! (vidéo) : Elevator passenger

## Récompenses et nominations
| Année | Récompense                     | Catégorie                     | Œuvre               | Résultat   |
| ----- | ------------------------------ | ----------------------------- | ------------------- | ---------- |
| 1996  | Prix Pulitzer                  | Drama                         | Rent                | Lauréat    |
| 1996  | Tony Award                     | Best Book of a Musical        | Rent                | Lauréat    |
| 1996  | Tony Award                     | Best Musical                  | Rent                | Lauréat    |
| 1996  | Tony Award                     | Best Original Score           | Rent                | Lauréat    |
| 1996  | Drama Desk Award               | Outstanding Book of a Musical | Rent                | Lauréat    |
| 1996  | Drama Desk Award               | Outstanding Music             | Rent                | Lauréat    |
| 1996  | Drama Desk Award               | Outstanding Lyrics            | Rent                | Lauréat    |
| 1996  | New York Drama Critics' Circle | Best Musical                  | Rent                | Lauréat    |
| 2002  | Drama Desk Award               | Outstanding Book of a Musical | Tick, Tick... Boom! | Nomination |
| 2002  | Drama Desk Award               | Outstanding Music             | Tick, Tick... Boom! | Nomination |
| 2002  | Drama Desk Award               | Outstanding Lyrics            | Tick, Tick... Boom! | Nomination |

## Jonathan Larson dans la culture

### Au cinéma
En 2021, sort sur Netflix le film Tick, Tick... Boom! réalisé par Lin-Manuel Miranda. Basé sur la comédie musicale semi-autobiographique du même nom, Jonathan y est joué par Andrew Garfield.